# Wahlen 1838
◄◄ | ◄ | 1834 | 1835 | 1836 | 1837 | Wahlen 1838 | 1839 | 1840 | 1841 | 1842 | ►►

Weitere Ereignisse
Die Liste der Wahlen 1838 umfasst Parlamentswahlen, Präsidentschaftswahlen, Referenden und sonstige Abstimmungen auf nationaler und subnationaler Ebene, die im Jahr 1838 weltweit abgehalten wurden.
Das damalige Wahlrecht entsprach typischerweise nicht den Wahlrechtsgrundsätzen der direkten, geheimen und gleichen Wahl. Zeittypisch waren oft nur kleine Teile der Bevölkerung wahlberechtigt, ein Frauenwahlrecht war nicht gegeben.

## Termine
| Land               | Datum             | Link zur Wahl 1838                                  | Link zur letzten Wahl | Bemerkung |
| ------------------ | ----------------- | --------------------------------------------------- | --------------------- | --- |
| Vereinigte Staaten | ab dem 2. Juli    | Wahl zum Repräsentantenhaus der Vereinigten Staaten | 1836                  | |
| Lippe              | vor dem 17. Juli  | Landtagswahl in Lippe                               |                       | erste Wahl nach dem Wahlrecht von 1836, nach den Protokollen des Landtages wurde der neugewählte Landtag am 17. Juli 1838 einberufen |
| Vereinigte Staaten | 5. Nov. – 7. Nov. | Gouverneurswahl in New York 1838                    | 1836                  | |